# Бульверія санта-геленська
Бульве́рія санта-геленська (Bulweria bifax) — вимерлий вид буревісникоподібних птахів родини буревісникових (Procellariidae), що був ендеміком острова Святої Єлени в Атлантичному океані.

## Опис
Санта-геленська бульверія була морським птахом середнього розміру, її довжина становила приблизно 31 см. Вона вимерла незабаром після відкриття острова у 1502 році. Ймовірно, причиною вимирання цього виду стало хижацтво з боку інтродукованих видів хижих ссавців.